# Университет прикладных наук Фонтис
Университет прикладных наук Фонтис (англ. Fontys University of Applied Sciences) — голландский университет прикладных наук, расположенный в южных Нидерландах. В нём обучаются более 44 000 студентов. Три крупнейших кампуса Фонтис расположены в Эйндховене, Тилбурге и Венло. Слово Fontys происходит от латинского существительного «fons», что означает «источник». Таким образом, название Fontys подчёркивает, что университет является источником знаний для студентов. Университет Фонтис предлагает 200 бакалаврских и магистерских программ в области экономики, технологий, здравоохранения, социальной работы, спорта и обучения учителей. Программы предлагаются на немецком и английском языках. Независимое голландское рейтинговое агентство Keuzegids внесло Фонтис в число лучших крупных университетов прикладных наук в Нидерландах. В 2014 году председатель Fontys Станислав Фоменко, который отучился там более 7 лет, был объявлен «самым влиятельным студентом из Нидерландов».

## Рейтинг
Университет прикладных наук Фонтис входит в число лучших университетов прикладных наук в Нидерландах. Фонтис показал высокие результаты в исследованиях в таких областях как: инженерия, информационные технологии, логистика, а также управления бизнесом и менеджмент (в том числе благодаря программам обучения «Международный бизнес» (IB), «Международный маркетинг» (IM), «Международные финансы и контроль» (IFC) и другими).
Рейтинг составляется ежегодно Центром информации высшего образования и публикуется Keuzegids HBO. Помимо факторов, таких как удовлетворённость студентов лекторами университета и содержанием учебных программ, уровень успеваемости студентов, ИТ-услуги и ориентация на практику, рейтинг основан на отчётах об аккредитации Нидерландско-фламандской аккредитационной организации (NVAO).
Все учебные программы аккредитованы NVAO и эквивалентны требованиям британского органа по аккредитации.
4 798 студентов Фонтиса из 44 486 (около 11 %) иностранцы; они представляют более 70 стран мира, с большой делегацией из Германии. Многие из этих студентов обучаются по обмену, а также в бакалавриате и магистрате.

## Кампусы
В кампусах Фонтиса есть компьютерные комнаты, библиотеки и студенческие рестораны. Беспроводной доступ в Интернет предоставляется во всех кампусх. Это позволяет студентам свободно пользоваться своими ноутбуками, работать, учиться, искать информацию в любое удобное время. Отдел студентов в Университете прикладных наук Фонтис предлагает консультации и поддержку по финансовым вопросам, вопросам, связанным с обучением, спортом, участием в студенческих ассоциациях. Здесь можно получить исчерпывающую информацию о событиях, связанных с учебным процессом.

### Эйндховен
Международный кампус Фонтиса в Эйндховене расположен на юго-востоке Нидерландов, в так называемом регионе «Brainport», который является международным центром науки и техники, где высокотехнологичные компании разрабатывают и совершенствуют современные промышленные и потребительские продукты для клиентов по всему миру.

### Тилбург
Тилбург известен как центр культурной жизни Нидерландов. Здесь регулярно проводятся различные фестивали, выставки и другие культурные мероприятия. Международный кампус Фонтиса расположен на окраине Тилбурга, но к нему легко добраться на автобусе или на велосипеде.

### Венло
«Фонтис Венло»— это молодой кампус со многолетней историей. Сначала на территории бывшей усадьбы Де Вильдербек (в лесу которой имеются охраняемые памятники римской эпохи) был оснвоан Университет прикладных наук Венло. В конце 1990-х годов учреждение присоединилось к растущему университету Фонтис. Несколько реконструкций и расширений помогли зданиям кампуса («которые первоначально были построены конгрегацией монахинь в 1965 году») стать «современным внутри и снаружи». Сегодня в кампусе находятся институты подготовки учителей Fontys (FHKE), технологий и логистики (FHTenL) и Международная школа бизнеса Фонтис (FIBS).
Хотя центр города Венло был восстановлен после Второй мировой войны, реконструкция фасадов зданий происходила с учётом архитектурных особенностей и в соответствии с эпохой их постройки. Городу удалось сохранить  историческое наследие, здесь есть здания, относящиеся к XIV веку. Ald Weishoes (в переводе с нидерл. — «Старый детский дом»), Romerhoes (в переводе с нидерл. — «Дом Ромера»), Stadhuis (в переводе с нидерл. — «Ратуша») и St. Martinuskerk (в переводе с нидерл. — «церковь Св. Мартина») — это лишь некоторые из многих исторических зданий в центре города Венло. С 2013 по 2015 год, вместе с Гаагой, Венло был выбран в качестве лучшего центра города в Нидерландах.
Близкое расположение к реке Маас (одна из трёх крупнейших рек в Нидерландах) и Германии делают Венло одним из самых важных в Европе логистических центров. Его окружают шесть аэропортов: Эйндховена, Маастрихта/Аахена, Дюссельдорфа, Веце, Кёльна/Бонна и Дортмунда. Международный статус Венло и дух предпринимательства в полной мере можно ощутить в кампусе Фонтис в Венло, в котором учатся студенты более 50 национальностей.

## Учебные программы
Фонтис предлагает очную программу обучения. Программы предлагаются на английском или немецком языке.

### Программы английского и немецкого бакалавриата

#### Бизнес и менеджмент
- Международный бизнес (на английском языке)
- Международные финансы и контроль (английский или немецкий)
- Международный Маркетинг (английский или немецкий)
- Международный «Фрэш» бизнес менеджмент (английский или немецкий)
- Международные исследования образа жизни (на английском языке)
- Международный профессиональный коммуникационный менеджмент (на английском языке)
- Коммуникации — международные мероприятия, музыкальные и развлекательные исследований (на английском языке)
- Управление маркетингом — цифровые бизнес-концепции (на английском языке)

#### Информационно-коммуникационные технологии
- Промышленный инжиниринг и менеджмент (на английском языке)
- Мехатроника (английский или немецкий)
- Электрическая и электронная инженерия (на английском языке)
- Машиностроение (английский, голландский, немецкий)
- Информационные технологии и коммуникации (специализации: ИКТ и программные технологии, ИКТ и бизнес, ИКТ и технологии) (английский или немецкий)
- Программная инженерия и бизнес-информатика (английский или немецкий)
- Дизайн промышленных изделий (голландско-немецкая программа)

#### Логистика
- Логистика (специализации: Организация и экономика, Организация Машиностроение) (английский или немецкий)
- Международный «Фрэш» бизнес менеджмент (английский или немецкий)

#### Физиотерапия
- Физиотерапия (Английский)

#### Искусство
- Цирковое искусство (на английском языке)
- Танцевальная академия (на английском языке)

### Магистерские программы
- Магистр наук в области бизнеса и менеджмента (в сотрудничестве с Университетом Плимута[англ.])
- Магистр делового администрирования (МВА) (в сотрудничестве с Университетом ФОМ[англ.])
- Магистр наук в области международной логистики и международного управления цепочками поставок[18] (в сотрудничестве с Университетом Плимута)
- Магистр архитектуры
- Магистр урбанизма
- Магистр музыки
- Магистр выполнения публичного пространства (англ. Master in Performing Public Space)

### Программы обмена
Фонтис имеет более 100 университетов-партнёров по всему миру, включая Австралию, Канаду, Китай, Финляндию, Гонконг, Италию, Мексику, Великобританию, США, Вьетнам и Замбию. На третьем курсе студентам Фонтиса предоставляется возможность учиться за рубежом в течение одного семестра в одном из университетов-партнёров. В качестве альтернативы, студенты могут остаться в Фонтисе и принять участие в одной из многих академическая дисциплин, таких как International Business Management, Trendwatching, Game Business или Event Management.

## Проживание
Имея собственные студенческие общежития, а также сотрудничая с собственниками жилья, Фонтис имеет достаточно возможностей для размещения всех своих иностранных студентов. Все студенческие апартаменты меблированы и расположены рядом с университетом и центром города.

## Студенческая компания/ Software factory
Вместе с 10 различными учебными программами, студенты Фонтиса, изучающие бизнес в Венло начинают свою собственную компанию, которая официально зарегистрирована в голландском коммерческом регистре. В течение года студенты управляют своей компанией, включая: составление бизнес-плана, продажу акций для финансирования предпринимательской деятельности, разработку и продажу продукта/услуги, а также составление налогового отчёта. Все должности и исполнение всех функций (генеральный менеджер, менеджер по маркетингу или финансовый менеджер) берут на себя студенты. В конце учебного года компания ликвидируется должным образом. За прошедшие годы несколько студенческих компаний Фонтиса участвовали в национальных и международных бизнес-конкурсах и были награждены за успешный бизнес. Студенты, изучающие инженерию в Венло принимают участие в работе Software Facory, где разрабатывают индивидуальные программные решения для сотрудничающих компаний.

## Стажировки
Во время учёбы, все студенты Фонтиса проходят две стажировки, как в Нидерландах, так и за рубежом. Студенты сами выбирают себе компанию, но Фонтис также предоставляет список местных и международных партнёров. Во время стажировки студенты работают по определённому проекту. Их курируют преподаватель и сотрудник компании. Стажировки полезны для создания профессиональной сети и получения опыта работы, который облегчает получение работы после обучения.

## Компании-партнёры
Фонтис имеет партнёрские соглашения с более чем 500 международными компаниями, включая 3M, Adidas, Bayer, BMW, Coca-Cola, Daimler, Deloitte Touche Tohmatsu, Ernst & Young, Henkel, IKEA, KPMG, L’Oréal, Metro AG, Nike, Philips, Porsche, Robert Bosch GmbH, Siemens, Sony, Vodafone и Volkswagen. Эти компании часто предлагают проекты и/или стажировки для студентов Фонтиса.

## Студенческие организации
B университете Фонтис есть несколько студенческих организаций:
- DaVinci — Первая студенческая ассоциация в Венло, основанная в 1999 году.[25]
- FC FSV-Venlo — Официальный футбольный клуб Fontys Venlo, играющий на стадионе Seacon ВВВ-Венло.[26]
- Fontys4Fairtrade — Комитет по устойчивому развитию Фонтис Венло, работающий над проектами по повышению осведомлённости об окружающей среде.[27]
- Knowledge Business Consulting (KBC) — консалтинговая компания, работающая в сфере бизнеса, со штаб-квартирой в Фонтис Венло, предоставляющая консалтинговые услуги компаниям в Германии и Нидерландах.[28]
- Imagine — Ассоциация студентов, обучающихся на факультете Международного маркетинга.[29]
- Omnia — Ассоциация студентов, организующая различные мероприятия в кампусе (студенты факультета международного бизнеса).[30]
- Student Sports Venlo — Организация спортивных занятий для студентов, таких как футбол, баскетбол, волейбол, теннис, гребля, фитнес, стрит-дэнс.[31]

## Известные выпускники
- Питер Эльберс — главный исполнительный директор (CEO) и председатель национального авиаперевозчика Нидерландов KLM.[32]
- Кун Хертс – технический руководитель проекта Розетта (космический аппарат).[33]
- Роб Беккинг — старший вице-президент по развитию бизнеса CI Group и бывший вице-президент DB Schenker[англ.].[34]
- Йоханес Йердинг — немецкий певец.[35]
- Ханс Теуэн — голландский комик, музыкант, киноактёр и кинорежиссёр.
- Тван Хёйс — голландский журналист, телеведущий, автор.
- Элли Бланксма — ван ден Хёйвел — мэр города Хелмонд, голландский политик и экс — «банковский менеджер Rabobank».
- Онно Хус — голландский политик, экс-мэр города Маастрихт.